# Diablos MC
Der Diablos MC, auch bekannt als Redhead Gang, ist ein in Thailand gegründeter überregionaler Rocker- und sogenannter Support-Club des Bandidos Motorcycle Clubs. Der Club ist nicht zu verwechseln mit dem im Jahr 1961 im kalifornischen San Bernardino gegründeten Onepercenter-MC, der ebenfalls den Namen Diablos MC trägt.

## Symbolik und Name
Wie bei allen Support-Clubs des Bandidos MC sind die Patches (Aufnäher) in den Farben Rot und Gold; jedoch sind die Schriftzüge im Gegensatz zu den Bandidos prinzipiell Gelb auf Rot, statt Rot auf Gelb. Das Backpatch (Rückenaufnäher) der Diablos besteht aus dem Schriftzug mit dem Clubnamen „Diablos“ als Toprocker, dem Namen des jeweiligen Landes als Bottomrocker und als Center-Patch (zentrales Logo) fungiert ein überwiegend roter, hämisch grinsender Teufelskopf. Rechtsbündig existiert ein MC-Patch als Abkürzung für „Motorcycle Club“.
Seit dem 16. März 2017 ist es dem Diablos MC neben den Bandidos, den Chicanos, dem Gremium MC, den Hells Angels, dem Mongols MC, dem Red Devils MC, dem Satudarah MC und dem Schwarze Schar MC durch ein neues verschärftes Vereinsgesetz in Deutschland bundesweit verboten, ihre offiziellen Embleme in der Öffentlichkeit zu zeigen.

## Expansion
Seit der Gründung des ersten Chapters in Pattaya (Thailand) im Jahr 1999 entstanden mit der Zeit weitere Chapter in den asiatischen Ländern Laos (Vientiane), Indonesien (Cimahi), Kasachstan (Astana) und Singapur. Auch in Dubai (Vereinigte Arabische Emirate) hat der Diablos MC ein Chapter.
Im Jahr 2000 expandierte der Diablos MC nach Europa und es entstanden Ableger in Belgien (Landen) und auch in Deutschland (u. a. in Dortmund, Duisburg und Hamm). Eine Niederlassung in Heinsberg wurde mit der Wirkung vom 26. April 2012 für verboten erklärt.
Seit dem Jahr 2004 expandierte der Club in nordische Länder wie Schweden (Örebro) und Finnland (u. a. in Helsinki, Vantaa und Oulu).
Im Jahr 2014 wurde der Club auch in Australien ansässig und gründete Ableger in den Städten Geelong und Melbourne.